# اشلی جانسون
اشلی سوزان جانسون (انگلیسی: Ashley Suzanne Johnson؛ زادهٔ ۹ اوت ۱۹۸۳) هنرپیشه و صدا پیشه اهل ایالات متحده آمریکا است. وی از سال ۱۹۹۰ میلادی تاکنون مشغول فعالیت بوده‌است. او همچنین بخاطر ایفای نقش الی در بازی آخرین بازمانده از ما چندین جایزه برد.

## گزیده فیلمشناسی
از فیلم‌ها یا برنامه‌های تلویزیونی که وی در آن نقش داشته‌است می‌توان به آثار زیر اشاره کرد.
- شیردل (۱۹۹۰)
- نه ماه (۱۹۹۵)
- هر جا جز این‌جا (فیلم) (۱۹۹۹)
- آنچه زنان می‌خواهند (۲۰۰۰)
- ملت غذای آماده (۲۰۰۶)
- روز کلمب (فیلم) (۲۰۰۸)
- گسترش (۲۰۰۹)
- خدمتکاران (۲۰۱۱)
- انتقام‌جویان (فیلم ۲۰۱۲) (۲۰۱۲)
- هیاهوی بسیار برای هیچ (فیلم ۲۰۱۲) (۲۰۱۲)
- وقتی مارنی آنجا بود (۲۰۱۵)
- زنگ تفریح (سریال) (۱۹۹۷–۲۰۰۱)
- بخش فوریت‌های پزشکی (مجموعه تلویزیونی) (۱۹۹۸)
- نگهبان (مجموعه تلویزیونی آمریکایی) (۲۰۰۲)
- پادشاه تپه (۲۰۰۴–۲۰۱۰)
- مانک (۲۰۰۷)
- سی‌اس‌آی (۲۰۰۷)
- مزرعه قلب‌ها (سریال تلویزیونی) (۲۰۰۷)
- منتالیست (۲۰۰۸)
- به من دروغ بگو (۲۰۱۰)
- کشتار (مجموعه تلویزیونی) (۲۰۱۱–۲۰۱۲)
- درمانگاه خصوصی (۲۰۱۲)
- تایتان‌های نوجوان به پیش (۲۰۱۳–۱۲۰۱)
- کارشناسان سکس (مجموعه تلویزیونی) (۲۰۱۳)
- ناروتو (۲۰۱۵)
- مشت‌زدن به هنری (۲۰۱۶)
- نقطه کور (۲۰۱۵–۲۰۱۹)
- خانه لاود (۲۰۱۸)
- آخرین بازمانده از ما (مجموعه تلویزیونی) (۲۰۲۳-اکنون)

وی همچنین با صدا پیشگی و ایفای نقش الی در بازی ویدئویی آخرین بازمانده از ما بسیار درخشید.

## بازی‌های ویدیویی
| سال  | عنوان                       | نقش | نکته |
| ---- | --------------------------- | --- | ---- |
| ۲۰۰۵ | تایتان‌های جوان              | ترا |      |
| ۲۰۱۳ | آخرین بازمانده از ما        | الی |      |
| ۲۰۲۰ | آخرین بازمانده از ما قسمت ۲ | الی |      |